# Яремчук Дмитро Антонович
Дмитро Антонович Яремчук (нар. 10 квітня 1931) — український радянський партійний і комсомольський діяч, секретар Львівського обкому КПУ з питань ідеології. Кандидат історичних наук.

## Біографія
Освіта вища. У 1956 році закінчив заочно історичний факультет Львівського державного університету імені Франка.
Член КПРС.
Перебував на відповідальній комсомольській роботі.
На 1968 рік — завідувач відділу ЦК ЛКСМУ.
16 лютого 1974 — 23 квітня 1988 року — секретар Львівського обласного комітету КПУ з питань ідеології.
З квітня 1988 року — проректор Вищої партійної школи при ЦК КПУ в місті Києві.
Обирався депутатом Львівської обласної ради депутатів трудящих.
Потім — на пенсії в місті Києві.

## Родина
Дружина, Ніна Леонтіївна Яремчук (Сергієнко), працівник Львівської облспоживспілки.

## Нагороди
- ордени
- медалі
- дві Почесні грамоти Президії Верховної Ради Української РСР (25.10.1968, 9.04.1981)